# Toni Tipurić
Toni Tipurić (Sarajevo, 10 settembre 1990) è un ex calciatore austriaco, di ruolo difensore.

## Carriera

### Club
Il 12 febbraio 2018 viene acquistato a titolo definitivo dalla squadra macedone dello Shkupi.